# 城巴792M線
城巴792M線是香港新界的一條巴士路線，由城巴營運，來往將軍澳站及西貢。
本路線並非前新巴投得的將軍澳南六條專利巴士路線之一，而是新巴在投得將軍澳南巴士路線後，預計當地鐵（今港鐵）將軍澳綫通車後，由將軍澳綫沿線各站來往西貢有潛在需求，而向政府提出開辦的路線。

## 歷史
- 2001年6月18日：本線的前身792投入服務，往返調景嶺（彩明苑）及西貢（市中心），成為新巴首條新界區內專營巴士路線，當時只於星期一至六上課日早上繁忙時間分別由彩明苑及西貢開出三班及一班車[2][3]。
- 2001年7月16日：將軍澳開出的班次增至四班（06:35、06:50、07:05及07:20）；西貢開出的班次則加強至三班（07:15、07:35及07:55）。
- 2001年7月22日：假日提升至全日服務。
- 2001年11月12日：
  - 提早星期一至六由調景嶺（彩明苑）開出之頭班車時間；
  - 星期一至五（學校假期除外）新增下午放學時段班次，兩端總站各開一班。
- 2001年11月18日：往調景嶺（彩明苑）方向於唐明街尚德商場外加設分站。
- 2002年7月10日：往西貢（市中心）方向改經當日起通車之新西貢公路。
- 2002年8月11日：配合調景嶺站公共運輸交匯處啟用而遷往該處。
- 2002年8月18日：配合將軍澳綫通車，提升至每天全日服務，並改編號為792M。
- 2002年12月22日：繞經香港科技大學。
- 2003年5月18日：改經寶盈花園一帶。
- 2006年7月22日：來回程改經寶邑路、寶康路、唐明街及寶順路[4]。
- 2011年9月24日及25日：配合香港科技大學資訊日，新巴設置輔助本線之792X，來往香港科技大學及坑口站。
- 2012年7月23日：落實《2012-2013年度西貢市巴士路線發展計劃》中的建議，總站由調景嶺站遷往將軍澳站，並修改將軍澳南行車路線，為於港鐵調景嶺站互轉本路線的乘客，提供更直接的行車路線，及與專線小巴101M競爭。另外，本線往西貢方向原本計劃於同日起改經科大南閘，不再繞經科大正門，但最後經大學與運輸署商討後，香港科技大學於同年7月30日公佈新的公共運輸安排，來回程繞經香港科技大學（正門）的安排不變[1][5]。
- 2018年2月12日：增設實時抵站時間查詢服務[6]。
- 2020年8月24日：原有與798B線之八達通轉乘優惠改由798A線提供。
- 2023年7月1日：因應城巴新巴專營權合併，由城巴接辦。

## 服務時間及班次
| 將軍澳站開       | 將軍澳站開  | 將軍澳站開   | 西貢開     | 西貢開      | 西貢開       |
| 日期             | 服務時間    | 班次（分鐘） | 日期       | 服務時間    | 班次（分鐘） |
| ---------------- | ----------- | ------------ | ---------- | ----------- | ------------ |
| 每天             | 05:45-21:45 | 20           | 星期一至五 | 06:30-09:10 | 20           |
| 每天             | 21:45-23:00 | 25           | 星期一至五 | 09:35       | 09:35        |
|                  |             |              | 星期一至五 | 09:55-15:55 | 20           |
| 15:55-16:55      | 15          |              | 星期一至五 |             |              |
| 16:55-22:55      | 20          |              | 星期一至五 |             |              |
| 22:55-23:45      | 25          |              | 星期一至五 |             |              |
| 星期六           | 06:30-09:10 | 20           |            |             |              |
| 星期六           | 09:10-10:00 | 25           |            |             |              |
| 星期六           | 10:00-23:20 | 20           |            |             |              |
| 星期六           | 23:45       |              |            |             |              |
| 星期日及公眾假期 | 06:30-07:20 | 25           |            |             |              |
| 星期日及公眾假期 | 07:20-11:00 | 20           |            |             |              |
| 星期日及公眾假期 | 11:00-11:25 | 25           |            |             |              |
| 星期日及公眾假期 | 11:25-15:45 | 20           |            |             |              |
| 星期日及公眾假期 | 15:45-17:45 | 15           |            |             |              |
| 星期日及公眾假期 | 17:45-19:45 | 20           |            |             |              |
| 星期日及公眾假期 | 19:45-20:15 | 15           |            |             |              |
| 星期日及公眾假期 | 20:15-22:55 | 20           |            |             |              |
| 星期日及公眾假期 | 22:55-23:45 | 25           |            |             |              |

## 收費
全程：$9.4
- 香港科技大學往西貢：$8.5
- 窩美往西貢／大埔仔坳往將軍澳站：$6.5
- 坑口道（半見村）往將軍澳站：$5.0

備註：
| - 本線設有12歲以下小童及65歲或以上長者半價優惠。 - 65歲或以上香港居民使用「樂悠咭」，以及12歲以下合資格殘疾兒童使用「殘疾人士身份」個人八達通繳付車資，均可享有每程$2.0或半價（以較低者為準）的票價優惠；12至64歲合資格殘疾人士使用「殘疾人士身份」個人八達通（包括「樂悠咭」），以及60至64歲香港居民使用「樂悠咭」繳付車資，均可享有每程$2.0或全費（以較低者為準）的票價優惠。 - 65歲或以上長者如使用長者或一般個人八達通繳付車資，則只可享有半價優惠；12至64歲合資格殘疾人士如不使用「殘疾人士身份」個人八達通，以及60至64歲人士如不使用「樂悠咭」繳付車資，必須繳付全費。 - 乘客可以現金或八達通於上車時付款，不設找續。 - 每位成人乘客可免費攜帶最多兩名4歲以下而不佔座位的兒童乘客乘車，超額之4歲以下小童必須繳付小童車費乘車。 - 九龍巴士、城巴及龍運巴士全職員工及家屬（不包括外判職員）可免費乘搭本路線，惟必須拍職員或職員家屬八達通。 - 乘客亦可使用AlipayHK「易乘碼」、支付寶、 WeChatHK／微信支付「搭車碼」、銀聯雲閃付「乘車碼」及BOC Pay「乘車碼」、具有感應式支付功能的VISA、Mastercard及銀聯卡，以及Apple Pay、Google Pay及Samsung Pay流動支付平台繳付車資。使用此支付方式的乘客可享有中途下車之分段收費，以及與其他城巴獨營路線或聯營線城巴班次之轉乘優惠，惟不適用於與非城巴路線之轉乘優惠。使用此支付方式的乘客亦不能享有「公共交通費用補貼計劃」及「長者及合資格殘疾人士公共交通票價優惠計劃」。 |

### 八達通轉乘優惠
乘客登上本線後指定時間內以同一張八達通卡轉乘以下路線，或從以下路線登車後指定時間內以同一張八達通卡轉乘本線，次程可獲車資折扣優惠：
792M←→694，次程可獲$3.5折扣優惠，轉乘時限為120分鐘
- 792M往將軍澳站 → 694往小西灣，轉車站：厚德邨
- 694往調景嶺站 → 792M往西貢

792M←→793、796S、796X、798，次程可獲$1折扣優惠，轉乘時限為90分鐘
- 792M往將軍澳站 → 793往蘇屋邨、796S往牛頭角站、796X往尖沙咀東或798往火炭
- 793往將軍澳工業邨、796S往將軍澳站、796X往日出康城或798往調景嶺站 → 792M往西貢

## 使用車輛
本線的開辦，奠定日後西貢公路和清水灣道 (近飛鵝山道一段除外) 沿線可行走12米用車的基礎。新巴甫開線便使用12米車輛，打破該兩道路長久以來只能使用11米或以下車輛的限制，亦導致九巴91M及92線開始使用12米車輛行走（只限不途徑德望學校班次），而已取消的九龍巴士298線更於本線前身792線開辦後由全部9.9米巴士全面轉為12米巴士。
自其前身792線開辦以來，本路線一直以丹尼士三叉戟三型12米為主要用車。然而，因該車型年事已高，在西貢公路、清水灣道及坑口道之爬坡表現遜色，故自2016年夏季起淡出本路線並已全部退役。目前本線基本以亞歷山大丹尼士Enviro 500 12米（5500-5839，亦包括MMC）為主力，偶爾亦有富豪B9TL（4500-4529/5200-5224）支援。

## 行車路線
將軍澳站開經：唐德街、唐俊街、唐明街、寶順路、翠嶺路、景嶺路、調景嶺站公共運輸交匯處、景嶺路、寶順路、迴旋處、寶寧路、坑口道、清水灣道、大學道、清水灣道、隧道、西貢公路、新西貢公路、西貢公路、普通道及福民路。
西貢開經：惠民路、福民路、普通道、西貢公路、清水灣道、大學道、清水灣道、坑口道、寶寧路、迴旋處、寶順路、景嶺路、翠嶺路、寶順路、唐明街、寶康路、寶邑路及唐俊街。

### 沿線車站
| 將軍澳站開 | 將軍澳站開           | 將軍澳站開               | 西貢開 | 西貢開               | 西貢開                 |
| 序號       | 車站名稱             | 位置                     | 序號   | 車站名稱             | 位置                   |
| ---------- | -------------------- | ------------------------ | ------ | -------------------- | ---------------------- |
| 1          | 將軍澳站             | 將軍澳站公共運輸交匯處   | 1      | 西貢                 | 西貢巴士總站           |
| 2          | 唐明街公園           | 唐明街                   | 2      | 西貢大會堂           | 普通道                 |
| 3          | 調景嶺站             | 調景嶺站公共運輸交匯處   | 3      | 翠塘花園             | 西貢公路               |
| 4          | 健明邨               | 景嶺路                   | 4      | 菠蘿輋               | 西貢公路               |
| 5          | 將軍澳游泳池         | 寶順路                   | 5      | 北港                 | 西貢公路               |
| 6          | 厚德邨               | 寶寧路                   | 6      | 大涌口               | 西貢公路               |
| 7          | 將軍澳醫院主座大樓   | 坑口（北）公共運輸交匯處 | 7      | 白沙臺               | 西貢公路               |
| 8          | 將軍澳醫院           | 坑口道                   | 8      | 白沙灣               | 西貢公路               |
| 9          | 聖雲仙天主堂         | 坑口道                   | 9      | 漁民新村             | 西貢公路               |
| 10         | 水邊村               | 坑口道                   | 10     | 北圍                 | 西貢公路               |
| 11         | 影業路               | 清水灣道                 | 11     | 匡湖居               | 西貢公路               |
| 12         | 銀影路               | 清水灣道                 | 12     | 南邊圍               | 西貢公路               |
| 13         | 大埔仔村             | 清水灣道                 | 13     | 響鐘村               | 西貢公路               |
| 14         | 香港科技大學（北閘） | 大學道                   | 14     | 窩美                 | 西貢公路               |
| 15         | 大埔仔坳             | 清水灣道                 | 15     | 南圍                 | 西貢公路               |
| 16         | 窩美                 | 新西貢公路               | 16     | 大埔仔坳             | 清水灣道               |
| 17         | 南邊圍               | 西貢公路                 | 17     | 香港科技大學（北閘） | 大學道                 |
| 18         | 蠔涌                 | 西貢公路                 | 18     | 大埔仔村             | 清水灣道               |
| 19         | 北圍                 | 西貢公路                 | 19     | 銀影路               | 清水灣道               |
| 20         | 漁民新村             | 西貢公路                 | 20     | 水邊村               | 坑口道                 |
| 21         | 白沙灣               | 西貢公路                 | 21     | 半見村               | 坑口道                 |
| 22         | 白沙臺               | 西貢公路                 | 22     | 明德邨               | 寶寧路                 |
| 23         | 大涌口               | 西貢公路                 | 23     | 厚德邨               | 寶寧路                 |
| 24         | 北港                 | 西貢公路                 | 24     | 將軍澳游泳池         | 寶順路                 |
| 25         | 菠蘿輋               | 西貢公路                 | 25     | 調景嶺站             | 景嶺路                 |
| 26         | 翠塘花園             | 西貢公路                 | 26     | 唐明街公園           | 唐明街                 |
| 27         | 西貢大會堂           | 普通道                   | 27     | 尚德邨尚智樓         | 唐明街                 |
| 28         | 西貢警署             | 福民路                   | 28     | 將軍澳運動場         | 寶康路                 |
| 29         | 西貢                 | 西貢巴士總站             | 29     | 寶盈花園             | 寶邑路                 |
|            |                      |                          | 30     | 將軍澳站             | 將軍澳站公共運輸交匯處 |

## 小資料
- 本線是首條來往西貢市中心至將軍澳的全日常規專利巴士路線，亦是首條來往西貢市中心至調景嶺及將軍澳市中心的常規公共交通路線。
- 本線是西貢區區內行車里數最長（全程15.6公里）的常規巴士路線，亦因此一度成為該區區內收費最高的專利巴士路線（當時全程收費$6.9），直至2016年8月22日被當日開辦的九巴晨早特別線91S（清水灣往坑口站）以全程收費$7.4所打破，但於2022年1月2日新巴城巴加價，使本線以$8.2再度成為當區區內收費最高的專利巴士路線。
- 本線是西貢市中心及清水灣道首條採用12米雙層空調巴士的路線（如此安排令九巴後來派出12米用車支援旗下的92線及將當時為「將軍澳線皇」的298線（已經取消）由全部9.9米用車全面轉為12米用車）。
- 本線的走線並未顧及寶林，但在將軍澳游泳池設有分站，前往寶林邨及新都城一帶雖然相距甚遠，但只需5-10分鐘步程即可抵達，而坑口段則只途經厚德邨及明德邨外，未能覆蓋整個將軍澳。
- 不少市民視將軍澳及西貢為兩個不同的行政分區，以為本線是跨區路線，主要原因是很多市民誤把將軍澳當作九龍的一部分（因其靠近觀塘區藍田一帶），而且將軍澳與西貢市中心距離較遠；實際上在區議會分界之中，將軍澳屬於入西貢區範圍，西貢區議會秘書處及會議室的所在地更加是位於在坑口的西貢將軍澳政府綜合大樓內。

## 客量
由於例假日會有很多民眾到西貢旅遊，所以一般來說例假日客量比平日多，有些是到西貢轉車到大網仔、北潭涌及黃石碼頭，而來往將軍澳南至科技大學的一段，本路線為獨市經營。
提升服務後，平日除上下課時間客量較高外（尤以有將軍澳區中學在西貢舉行陸運會的日子為甚），客量只屬一般，但周末及假日能保持不俗的客量，主要是巴士的收費（$8.2，大埔仔後$5.7）比專線小巴12（$11.4，大埔仔坳後$7.4）及 專線小巴101M（$9.7，新西貢公路後$6.2）低廉，而且對一些慕名而至的乘客，會認為巴士會較方便。

## 外部連結
城巴
- 新巴792M線 （页面存档备份，存于）
- 新巴792M線路線圖 （页面存档备份，存于）

其他
- NWFB Bus Route 新巴路線－792M （页面存档备份，存于）